# Mado Robin
Mado Robin (s pravim imenom Madeleine Marie Robin), francoska operna pevka, koloraturna sopranistka, * 29. december 1918, Yzeures-sur-Creuse, Francija, † 10. december 1960, Pariz, Francija.
Imela je prodoren glas, s katerim je zlahka dosegala izredne višine. Največje uspehe je doživljala z vlogami v operah Lucia di Lammermoor, Seviljski brivec, Lakme, Lovci biserov, Rigoletto, Hoffmannove pripovedke ...